# Região de Královec

Localização do "krai de Královec" (a verde escuro)

A Região de Královec (em checo Královecký Kraj) é uma proposta satírica e meme de internet criada em 2022 pela página site satírica checa Az247.cz, como resposta aos referendos na Ucrânia sob ocupação russa, e a posterior anexação dos territórios do sudeste durante a invasão da Ucrânia de 2022. Nele, propõe-se a anexação do exclave russo do Oblast de Kaliningrado, como uma nova província checa, a qual receberia a nomenclatura de Královec. A página sugeriu enviar soldados checos ao óblast, e posteriormente organizar um referendo de adesão, acreditando que já contariam com um resultado favorável de 98%. Desta maneira, o país centro europeu teria acesso ao mar. Também se fez um apelo para se anexar a Terra de Francisco José, grupo de ilhas no oceano glacial ártico.
Para justificar tal base "histórica", apelaram ao Rei Otakar II de Bohemia, que liderou duas expedições contra os Prussos no século XIII. Posteriormente a Ordem Teutónica fundaria a cidade de Königsberg (actual Kaliningrado), a qual foi nomeada em sua honra e que passaria a ser a capital do Ducado da Prussia.